# Покликання синів Зеведеєвих
«Покликання синів Зеведеєвих» (італ. Vocazione dei figli di Zebedeo) — картина італійського живописця Марко Базаїті (бл. 1470—1530), представника венеційської школи. Створена у 1510 році. Зберігається в колекції Галереї Академії у Венеції.

## Історія
Картина була написана на замовлення патріарха Антоніо Суріана для головного вівтаря церкви Сант-Андреа-делла-Чертоза у Венеції; для братів монастиря сюжет з покликанням апостолів був дуже важливим. З 1812 року зберігається в колекції Галереї Академії у Венеції. Невеликий варіант цієї картини, створений у 1515 році, зберігається у Відні.

## Опис
Це полотно — перший вівтарний образ на оповідальний сюжет у венеційському живописі — зображує епізод покликання апостолів Якова та Івана, синів рибака Зеведея (Мт. 4:21-22). На першому плані ліворуч Ісус Христос, що стоїть між Петром і Андрієм, кличе до себе Якова та Івана, які залишили човен батька і йдуть до нього. Сцена розгортається на фоні Тиверіадського озера, де також зображені й інші рибаки, зайняті своїми справами, що підкреслює чергування життя діяльного і життя споглядального. Сцена написана як реальна, відбувається у просторі умиротвореного пейзажу, в якому на фоні усіх відтінків синього — моря, неба, гір — мовчазна, захищена від світської суєти обитель праведних картузіанців (слово «чертоза» означає монастир ордену картузіанців).
Діалог між Ісусом і новими апостолами здається напруженим, вони захоплені видіння Христа: Яків, майбутній святий покровитель пілігримів, опустився на коліно, а Іван, майбутній євангеліст, притискає руку до грудей. Дослідження показали, що вже після завершення до дошки додали ще одну. Човни і хлопчик з вудкою на передньому плані були написані пізніше. Суворість форми і жорстокість композиції, притаманні першим роботам Базаїті, пом'якшені у цій роботі завдяки світлу і кольору, що створюють об'єм.